# Kurt Middendorf
Kurt Middendorf, all'anagrafe Kurt August Karl Middendorf (Barmen, 18 settembre 1886 – ...), è stato un attore tedesco attivo all'epoca del muto.
La sua carriera cinematografica si svolse principalmente dalla fine degli anni dieci ai primi anni venti del Novecento. All'avvento del sonoro, girò ancora qualche film per poi scomparire dagli schermi e ritornare al teatro.

## Filmografia
- Verlorene Töchter, regia di William Kahn (1918)
- Wie er starb, regia di William Kahn (1919)
- Pierettes goldene Tasche, regia di William Kahn (1919)
- Nur ein Zahnstocher, regia di Rudolf Del Zopp (1919)
- Karlchen macht Seitensprünge, regia di Emil Albes (1919)
- Ut mine stromtid , regia di Hubert Moest (1919)
- Lillis Ehe, regia di Jaap Speyer (1919)
- Lilli, regia di Jaap Speyer (1919)
- Verlorene Töchter, 2. Teil - Opfer der Schmach, regia di William Kahn (1919)
- Retter der Menschheit, regia di Franz Mehlitz, Carl Neisser (come Karl Neißer)] (1919)
- Margot de Plaisance , regia di Joseph Delmont (1919)
- Kord Kamphues, der Richter von Coesfeld , regia di Richard Kirsch (1919)
- Die Rache des Bastards, regia di (1919)
- Verlorene Töchter, 3. Teil - Die Menschen nennen es Liebe
- Angelo, das Mysterium des Schlosses Drachenegg, regia di Franjo Ledic, Robert Leffler (1920)
- Um der Liebe Willen , regia di Ferdinand Robert (1920)
- Das rote Plakat , regia di Emil Justitz (1920)
- Mein Leben  (1920)
- Der Traum der Herzogin (1920)
- Das Mädchen aus der Ackerstraße - 2. Teil , regia di Werner Funck. (1920)
- Der schwarze Graf, regia di Otz Tollen (1920)
- Maita, regia di Hubert Moest (1920)
- Lepain, der König der Verbrecher - 3. Teil , regia di Hubert Moest, Louis Ralph (1920)
- Lepain, der König der Verbrecher - 4. Teil, regia di Hubert Moest, Louis Ralph (1920)
- Gauner der Gesellschaft, regia di Carl Heinz Boese, Hans Eichhorn (1920)
- Der Geistertanz , regia di Bruno Eichgrün (1920)
- Dämon der Welt. 3. Das goldene Gift, regia di Rudolf Del Zopp, William Kahn (1920)
- Piraten der Schönheit , regia di Ismar Stern (1911)
- Der Bankspion, regia di artin Hartwig (1921)
- Das Mädchen aus der Ackerstraße - 3. Teil , regia di Martin Hartwig (1921)
- Der Kurier von Lissabon, regia di Ismar Stern (1921)
- Hände hoch, regia di Wolfgang Neff (1921)
- Der König von Golconda - 1. Teil, regia di Max Maschke (1921)
- Der König von Golconda - 2. Teil: Der stürzende Berg , regia di Max Maschke (1921)
- Der König von Golconda - 3. Teil: Um ein Königreich, regia di Max Maschke (1921)
- Louise de Lavallière, regia di Georg Burghardt (1922)
- Die Asphaltrose, regia di Richard Löwenbein (1922)
- Der Seeteufel, 1. Teil , regia di Karl Heiland (1923)
- Der Seeteufel, 2. Teil , regia di Karl Heiland (1923)
- Einmal um Mitternacht, regia di Karl Otto Krause (1929)
- Rosen aus dem Süden, regia di Walter Janssen (1934)
- Ich versichere Sie, regia di Phil Jutzi (1934)
- Valzer d'addio di Chopin (Abschiedswalzer), regia di Géza von Bolváry (1934)